# Герметизація
Герметиза́ція (рос.герметизация, англ. sealing, нім. abdichtung f, hermetische abdichtung f, hermetisches verschließen n, luftdichtigkeit f, luftdichtheit f, luft- und gasdichter abschluß m) — забезпечення непроникності стінок і з'єднань, що обмежують потрапляння рідин і газів у внутрішні об'єми апаратів, машин, приміщень, споруд, упаковки.
Спосіб герметизації вибирається залежно від конкретних цілей і умов. Для герметизації використовують паяння, зварювання, спеціальні герметизувальні матеріали (герметики) та ущільнювальні пристрої.

## Герметизація гирла (устя) свердловин
Герметизація гирла (устя) свердловин — ізолювання порожнини свердловини від зовнішнього середовища при замірах газового тиску у вугільних пластах та у разі ізольованого виведення газів зі свердловини.